# Octopus (Walibi Belgium)
Octopus is een attractie in het Belgische attractiepark Walibi Belgium. Het is een Wipeout van de Amerikaanse attractiebouwer Chance Rides.

## Geschiedenis
De Octopus werd geopend in 2001, toen het voormalige Walibi Wavre net was overgenomen door de pretparkgroep Six Flags. Zij investeerden dat jaar 400.000.000 BEF (ongeveer 10.000.000 Euro) in meerdere attracties, waaronder ook de achtbanen Weerwolf en Cobra.
Bij de opening was de octopus bovenaan lichtroze. In 2013 werd ze blauw geverfd.
In 2019 werd het themagebied Exotic World geopend, waarin de Octopus zich sindsdien bevindt. Hiervoor werd de octopus bovenaan roze geverfd. Ook werd de maritieme thematisering rond de attractie vervangen door een Polynesisch thema.
Afbeeldingen · Geschiedenis van Walibi Belgium